# Selección de hockey sobre hielo sub-20 de la Unión Soviética
La selección de hockey sobre hielo sub-20 de la Unión Soviética era el equipo nacional de hockey sobre hielo sub-20 de la Unión Soviética. El equipo representó a la Unión Soviética en el Campeonato Mundial Juvenil de Hockey sobre Hielo. El equipo ha ganado once medallas de oro (las tres primeras no oficiales, una vez más como CIS ), tres medallas de plata y dos medallas de bronce en el Campeonato Mundial Sub-20.
En el Campeonato Mundial Juvenil de Hockey sobre Hielo de 1987, el equipo fue descalificado como resultado del Punch-up en Piestany contra la selección de hockey sobre hielo sub-20 de Canadá. El administrador soviético Yuri Korolev lamentó que ocurriera el incidente, pero no admitió ninguna culpa. Sintió que el juego debería haber terminado en lugar de que ambos equipos fueran descalificados del torneo.

## Participaciones

### Campeonato Mundial Juvenil
- 1974 -  (torneo no oficial)
- 1975 -  (torneo no oficial)
- 1976 -  (torneo no oficial)
- 1977 -
- 1978 -
- 1979 -
- 1980 -
- 1981 -
- 1982 - 4°
- 1983 -
- 1984 -
- 1985 -
- 1986 -
- 1987 - Descalificado
- 1988 -
- 1989 -
- 1990 -
- 1991 -
- 1992 -  (como  Comunidad de Estados Independientes)